# Arthoniomycetidae
De Arthoniomycetidae vormen een subklasse van de klasse der Arthoniomycetes.
Tot deze subklasse behoren voornamelijk korstmossen.

## Taxonomie
De taxonomische indeling van de Arthoniomycetidae is als volgt:
Subklasse: Arthoniomycetidae
- Orde: Arthoniales
  - Familie: Arthoniaceae
  - Familie: Chrysothricaceae
  - Familie: Melaspileaceae
  - Familie: Roccellaceae